# Takahiro Kawamura
Takahiro Kawamura (河村 崇大?, Kawamura Takahiro; Prefettura di Shizuoka, 4 ottobre 1979) è un ex calciatore giapponese, di ruolo centrocampista.